# Yoelbi Quesada
Pour les articles homonymes, voir Quesada.
Yoelbi "Yoelvis" Luis Quesada Hernández, né le 4 août 1973 à Sancti Spíritus, est un athlète cubain, pratiquant le triple saut. Il a détenu le record national cubain du triple saut avec 17,85 m obtenu en 1997 jusqu'à ce qu'il soit battu par Pedro Pablo Pichardo.

## Palmarès

### Jeux olympiques d'été
- Jeux olympiques d'été de 1992 à Barcelone ( Espagne)
  - 6e au triple saut
- Jeux olympiques de 1996 à Atlanta ( États-Unis)
  -  Médaille de bronze au triple saut
- Jeux olympiques de 2000 à Sydney ( Australie)
  - 4e au triple saut
- Jeux olympiques de 2004 à Athènes ( Grèce)
  - 8e au triple saut

### Championnats du monde d'athlétisme
- Championnats du monde 1991 à Tokyo ( Japon)
  - 7e au triple saut
- Championnats du monde 1993 à Stuttgart ( Allemagne)
  - 12e au triple saut
- Championnats du monde 1997 à Athènes ( Grèce)
  -  Médaille d'or au triple saut
- Championnats du monde 1999 à Séville ( Espagne)
  - 10e au triple saut
- Championnats du monde 2003 à Paris ( France)
  - 9e au triple saut

### Jeux panaméricains
- Jeux Panaméricains de 1991 à La Havane ( Cuba)
  -  Médaille d'or au triple saut
- Jeux Panaméricains de 1995 à Mar del Plata ( Argentine)
  -  Médaille d'or au triple saut
- Jeux Panaméricains de 1999 à Winnipeg ( Canada)
  -  Médaille d'or au triple saut
- Jeux Panaméricains de 2003 à Saint-Domingue ( République dominicaine)
  -  Médaille de bronze au triple saut

### Championnats du monde d'athlétisme en salle
- Championnats du monde en salle 1993 à Toronto ( Canada)
  - 5e au triple saut
- Championnats du monde en salle 1995 à Barcelone ( Espagne)
  -  Médaille d'argent au triple saut
- Championnats du monde en salle 1999 à Maebashi ( Japon)
  - 4e au triple saut
- Championnats du monde en salle 2003 à Birmingham ( Angleterre)
  -  Médaille de bronze au triple saut

### Championnats du monde junior d'athlétisme
- Championnats du monde junior 1990 à Plovdiv
  - Médaille d'argent
- Championnats du monde junior 1992 à Séoul
  - Médaille d'Or

### Jeux Universitaires
- Médaille d'Or en 1997
- Médaille d'Or en 1999